# Calligonum crinitum
Calligonum crinitum Boiss. – gatunek rośliny z rodziny rdestowatych (Polygonaceae Juss.). Występuje naturalnie w Arabii Saudyjskiej, Omanie, Jemenie, Pakistanie oraz Afganistanie. 

## Morfologia
PokrójWysoki krzew o cienkich, długich, silnie powyginanych gałęziach. Mają one barwę od szarej do białawej. Przy węzłach są obrzmiałe i sękate.
LiścieSą praktycznie nieobecne.
KwiatyZebrane w luźne pęczki, rozwijają się w kątach pędów. Okwiat składa się z 5 listków o barwie od białej do różowej.
OwoceMierzą 20–27 mm średnicy. Zawierają orzech o eliptycznym kształcie, jest skręcony, szczeciniasty, z łagodnie zakończonym wierzchołkiem, osiąga 6–8 mm długości oraz 3–5 mm szerokości. szczecinki zwykle zebrane w 8 okółkach, dorastają do 9–12 mm długości, są rozszerzone u podstawy, nie pochodzą z określonych skrzydeł, lecz bezpośrednio z czworokątnego owocu, są nieco zrośnięte, cienkie, miękkie, mają ciemnobrązową barwę, lecz czasem stają się blade.

## Biologia i ekologia
Rośnie na pustyniach, piaszczystych wydmach, terenach skalistych oraz w suchych korytach rzek. Kwitnie od lutego do kwietnia.